# Грушатицька сільська рада
Грушатицька сільська рада — орган місцевого самоврядування у Старосамбірському районі Львівської області. Адміністративний центр — село Грушатичі.

## Загальні відомості
Грушатицька сільська рада утворена в 1939 році. Водоймища на території, підпорядкованій даній раді: річка Чижка.

## Населені пункти
Сільській раді підпорядковані населені пункти:
- с. Грушатичі
- с. Дешичі
- с. Саночани
- с. Чижки

## Склад ради
Рада складається з 16 депутатів та голови.

### Керівний склад попередніх скликань
| ПІБ                     | Основні відомості                                                                          | Дата обрання | Дата звільнення |
| ----------------------- | ------------------------------------------------------------------------------------------ | ------------ | --------------- |
| Партика Ігор Степанович | Сільський голова, 1957 року народження, освіта вища                                        | 26.03.2006   | 31.10.2010      |
| Партика Ігор Степанович | Сільський голова, 1957 року народження, освіта вища, член політичної партії «Наша Україна» | 31.10.2010   |                 |

Примітка: таблиця складена за даними джерела